# 무샤코지 긴토모

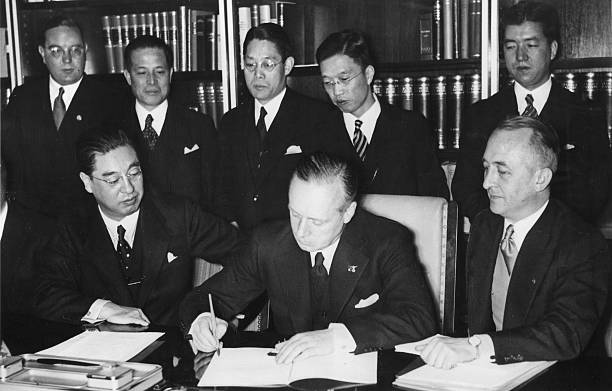
1936년 방공 협정 체결식에 참석한 무샤코지 긴토모와 요아힘 폰 리벤트로프

무샤코지 긴토모(일본어: 武者小路 公共, 1882년 8월 29일 ~ 1962년 4월 21일)은 일본의 외교관이다. 도쿄 제국 대학 법학부를 졸업하고 외무성에 취직했으며 중국 상하이 총영사를 시작으로 루마니아, 유고슬라비아, 덴마크, 스웨덴 공사를 지냈다. 1933년 터키 대사, 1934년 독일 대사에 임명되었다.
1936년 방공 협정 체결식에서 일본 대표로 서명했으며 1937년 외무성을 퇴관했다. 그 후 1945년까지 궁내성 종질료 총재를 지냈고 제2차 세계 대전 이후 연합군 최고사령부에 의해 공직에서 추방당했다. 1951년 공직 추방이 해제된 이후부터 초대 일독 협회 회장을 지냈다.

## 같이 보기
- 무샤노코지 사네아쓰 - 무샤코지의 동생

| 전임 무샤코지 사네요 | 제2대 무샤코지가 당주 1887년 ~ 1947년 | 후임 화족제도 폐지 |